# Escola Paulista

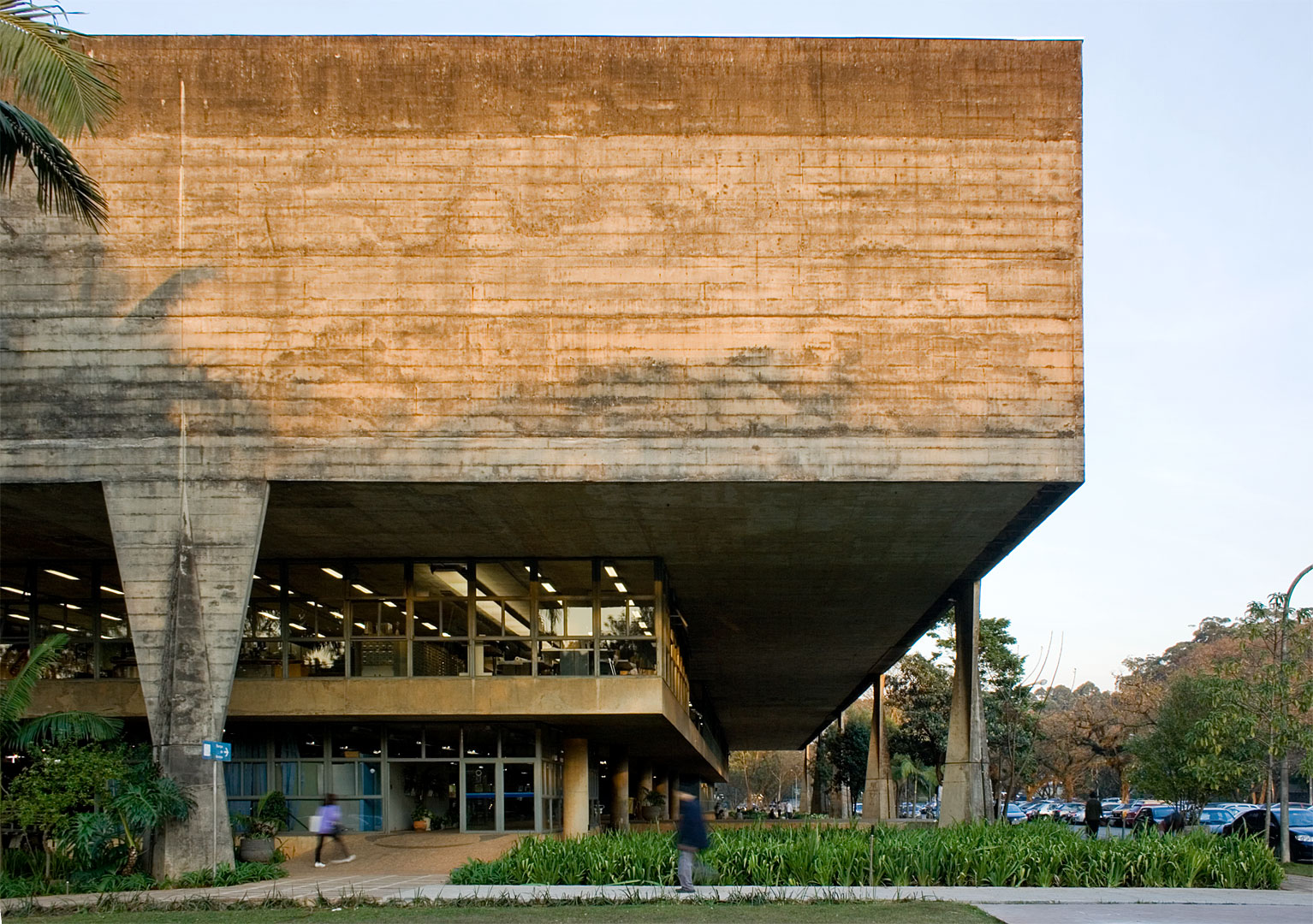
Um dos principais exemplares da Escola Paulista, a Faculdade de Arquitetura e Urbanismo da USP, projetada por Vilanova Artigas e Carlos Cascaldi.

Escola Paulista ou brutalismo paulista são termos usados para identificar a arquitetura produzida por um grupo de arquitetos de São Paulo liderados por Vilanova Artigas. O grupo insere-se na corrente da arquitetura brutalista e distingue-se pela ênfase na técnica construtiva, valorização da estrutura e adoção do concreto armado aparente.
Esse tipo de arquitetura é relativamente comum na região central de São Paulo e teve como grande colaborador o arquiteto João Batista Vilanova Artigas. Um dos exemplos mais lembrados são os prédios da FAU (Faculdade de Arquitetura e Urbanismo da USP) e o Edifício São Vito[carece de fontes?], que foi demolido. Grande parte do acervo brutalista desapareceu devido à forte atuação do mercado imobiliário, uma vez que essa arquitetura não caiu no gosto dos consumidores. Ainda assim, é possível apreciar este tipo de arquitetura em vários locais da cidade, entre eles as estações do Metrô, especialmente aquelas construídas nos anos 70 e 80. Algumas delas, como a Estação Armênia, projeto de Marcello Fragelli, chegaram a ganhar prêmios de arquitetura na época. Outros exemplos são a Igreja São Bonifácio, projetada por Hans Broos, o condomínio empresarial Central Park Ibirapuera, na Rua Estela, o prédio do MASP na Avenida Paulista, a residência do arquiteto Paulo Mendes da Rocha, na rua R. Eng. João de Ulhoa Cintra, no Butantã, o prédio do Tribunal de Contas do Município de São Paulo, na Avenida Professor Ascendino Reis, na Vila Clementino, e o Estádio do Morumbi, além da Casa brutalista, da década de 1970, projetada por Ruy Ohtake

## Controvérsias sobre sua definição e existência
Embora tenha se consolidado como uma vertente importante da arquitetura moderna brasileira, sua definição e existência têm sido questionadas ao longo do tempo, tanto por seus próprios criadores quanto por estudiosos. Isso dificultou a análise e compreensão do movimento, tornando-o um tema controverso e frequentemente mal interpretado.
Uma das principais dificuldades para estudar a Escola Paulista Brutalista é a falta de consenso sobre sua identidade. Muitos dos arquitetos que integraram o movimento negaram sua vinculação ao brutalismo, o que gerou uma visão confusa sobre o tema. Além disso, o movimento foi frequentemente analisado com foco em aspectos ideológicos e sociais, em detrimento de seus aspectos arquitetônicos. Isso dificultou um entendimento mais aprofundado de suas características específicas.
Com o nebuloso entendimento que se tinha sobre essa arquitetura brutalista paulista, por muito tempo foi alvo de afirmações infundadas e definição simplistas sobre sí.
“Em suma, crê-se vagamente saber do que é que se trata quando se faz referência à Escola Paulista Brutalista e, no entanto, não há quaisquer estudos amplos e sistemáticos que a definam de maneira clara, tal situação dando vazão a confusas, apressadas e levianas afirmações sobre o tema que povoam publicações não acadêmicas e mesmo debates no seio das universidades, e que pouco tem ajudado a valorizar corretamente ou a compreender efetivamente essa arquitetura.” (ZEIN, p.5.2005) 
“Valorização que visa estabelecer sua abrangência e seus limites, conceituais e temporais, de maneira a escapar de uma falsa definição que vem marcando, desde sempre e ainda, o tema: nem tudo que é paulista, nem tudo que é de concreto, nem tudo o que foi feito naquele momento (anos 1950-1970), nem tudo o que arroga o desejo de filiar-se hoje em dia à lição dos mestres que a caracterizaram é, foi ou será parte integrante da arquitetura da Escola Paulista Brutalista, nem necessita sê-lo” (ZEIN, p.5.2005)
Fato é que, sendo ou não definida como uma “escola” arquitetônica, assim é reconhecida. Configura um conjunto de obras de arquitetos que, sob as mesmas premissas, projetaram inúmeras edificações. Distingue-se arquitetonicamente, em seu contexto histórico, de outras produções arquitetônicas existentes no Brasil naquele momento, destacando-se a arquitetura carioca da segunda metade do século XX ou as obras construídas em Brasilia.
“Se esse conjunto coeso e coerente de obras ela chega ou não a configurar uma “Escola Paulista Brutalista”, é algo mais ou menos abstrato: ela existirá se lhe for atribuída existência, seja por seus pares, seja pelos que lhe são alheios [...]
Mas não apenas isso: devem, também, ser satisfeitas outras duas condições, explicitadas também nas premissas. A primeira é que tal conjunto de obras deve se diferenciar de seu contexto imediato – conformado, no caso, pelas obras da escola carioca e/ou de seus epígonos e continuadores e pelas obras na nova fase brasiliense, muito especialmente as de autoria de Oscar Niemeyer. [...]
A segunda condição, explicitada também nas premissas, é que esse grupo ou escola venha a ser bem sucedido, e que sua atuação produza mudanças significativas, alterando a paisagem a seu favor. O aumento exponencial de obras brutalistas, a partir de meados dos anos 1960, com a progressiva adesão de arquitetos que anteriormente preferiam exercitar outras preferências estéticas, primeiro em São Paulo, e imediatamente a seguir em outras partes do país, comprova sua expansão e sucesso”  (Zein, p.341.2006)

## Contexto
Como se sabe, o período compreendido entre 1939 á 1945 foi, provavelmente, o mais destrutivo da história. Mais mortes do que se possa contar, mais destruição do que se possa medir, mais terror do que se possa imaginar. Especialmente na Europa, cidades inteiras iam as ruínas. 
Contudo, no Brasil (na América do Sul), o cenário parecia distinto. O território sul americano, durante os anos de guerra, tornou-se terreno fértil para continuidade da produção arquitetônica moderna. Os arquitetos brasileiros inspirados pelo modernismo internacional se mostravam entusiasmados com a ideia de consolidar um estilo brasileiro arquitetônico brasileiro, em busca de um alinhamento geral para a formação de uma identidade arquitetônica nacional. 
O objetivo foi formidavelmente bem sucedido. A arquitetura brasileira nunca foi tão bem conceituada quanto neste período. Arquitetos e engenheiros como Oscar Niemeyer, Lúcio Costa, Affonso Eduardo Reidy, Jorge Moreira, Carmen Portinho, Carlos Leão e outros consolidavam, obra a obra, os princípios modernistas, atribuindo-lhes a “brasilidade” nos traços e na criatividade. A chamada Escola Carioca, como ficou conhecida, centralizava a atenção internacional e capitaneava o dito brazilian style (em referência ao internacional style), monopolizava os holofotes. 
O período do pós-segunda guerra, não por menos, foi de intenso revisionismo em diversas áreas do conhecimento em todo o mundo, em especial na Europa, que estava completamente destruída física e institucionalmente. O racionalismo arquitetônico europeu agora estava em debate diante das inovações tecnológicas estadunidenses. A crítica, vinda inclusive de grandes centros europeus, possibilitou o surgimento de novas ramificações ao movimento moderno, que norteariam novas experimentações arquitetônicas e a reconstrução dos territórios europeus.
No Brasil, contudo, o cenário era distinto no pós guerra. Mesmo com o intenso revisionismo, a sensação era de já haver um norte através do brazilian style. Mesmo os mais críticos, assumiam o sucesso da Escola Carioca. A identidade da arquitetura brasileira estava, por hora, definida. É apenas na década seguinte que as surgem os primeiros projetos paulistas que pareciam não ter muito alinhamento as premissas identitárias brasileiras. 
“Por essas e muitas outras razões ocorre, em todo o Brasil a partir de fins dos anos 1940, até pelo menos o advento de Brasília (e São Paulo não foi exceção) uma aceitação aparentemente inconteste da predominância e liderança da Escola Carioca, bem como de sua identificação com “a” arquitetura brasileira. Vários arquitetos paulistas realinham sua produção aceitando, de uma ou outra maneira, suas doutrinas – que, sendo relativamente flexíveis, admitiam até certo ponto variações e inclusões. Assim, por razões um tanto distintas das que ocorrem no ambiente internacional, também no Brasil e em São Paulo somente após meados dos anos 1950 é que começam a surgir obras que indicam, ainda sem muita clareza de sua distinção, novos caminhos; os quais parcialmente refletiam também certas mudanças nas trajetórias e obras dos mestres internacionais, muito especialmente os últimos Mies van der Rohe e Le Corbusier; mas, somente na virada para os anos 1960 algumas dessas obras passam a ser efetiva e consistentemente declaradas como “brutalistas”.” (Zein, p.52.2006)
Nos anos 50 e 60, a produção brutalista paulista está a plenos vapores. O esgotamento da Escola Carioca, que agora era, também, alvo de críticas internas e externas, gera o vácuo que a Escola Paulista precisava para se estabelecer.  Nessa década, ela irá assumir certo protagonismo, ainda que sob a alcunha do Modernismo Brasileiro, sem que seja identificado por suas especificidades. 
O intenso contexto cultural paulista, que recebia os eventos artísticos da época, também serviu de ferramenta para que arquitetos como Lina Bo Bardi e Vilanova Artigas fossem porta vozes dessa produção arquitetônica e do forte teor político-social, pelo qual seria reconhecida nas décadas seguintes. 
"Mas será apenas em finais dos anos 1940 com a criação, em 1947, por Assis Chateaubriand, do MASP - Museu de Arte de São Paulo; e com a criação em 1948, pela família Matarazzo, do MAM/SP3 - Museu de Arte Moderna e em 1951, da Bienal de Arte de São Paulo – instituições que rapidamente alcançam um renome internacional – que São Paulo começa a ter presença marcante no circuito internacional das artes. Nos anos 1950 os espaços artísticos da cidade abrigam o movimento concretista e seus polêmicos manifestos, e a seguir os confrontos entre concretos e neoconcretos, quando a mão de direção é invertida, com os cariocas contestando a predominância paulista. Também a partir de 1951, e como evento agregado e paralelo à Bienal de Arte, nasce a Bienal de Arquitetura, em cujas cinco primeiras edições, de 1951 a 1959, comparecem, fazem exposições e/ou são premiados arquitetos como Le Corbusier, Mies van der Rohe, Walter Gropius, Philip Johnson, Bruzo Zevi, Max Bill, Craig Elwood, Paul Rudolph, etc. Alguns deles participarão intensamente dos debates pró ou contra a arquitetura brasileira moderna da escola carioca, polemizando principalmente a pessoa e a obra de Oscar Niemeyer, também autor do conjunto arquitetônico do Parque do Ibirapuera, onde até hoje se realizam as bienais."  (Zein, p.52.2006)

## Brutalismo
O Brutalismo, ou Arquitetura Brutalista, é um estilo arquitetônico ramificado da Arquitetura Moderna surgido na década de 1950 no Reino Unido, mas rapidamente, foi adoptado em diversas partes do mundo. O movimento arquitetônico foi uma resposta à necessidade de reconstrução nas cidades europeias devastadas pela guerra, utilizando materiais como o concreto armado, valorizando sua durabilidade e versatilidade. Influenciado pelos princípios modernistas, o Brutalismo se caracterizou por formas geométricas, uso de concreto aparente e uma abordagem funcional, tendo como um dos principais representantes o arquiteto Le Corbusier.

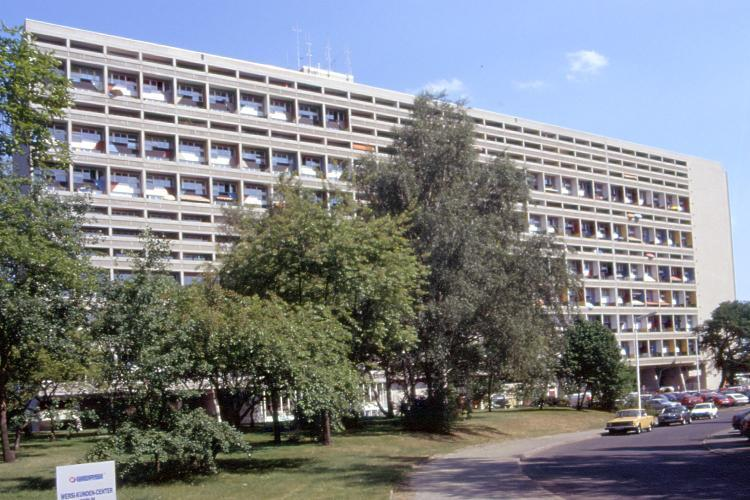
Unite d' Habitation de Berlim. Projetado por Le Corbusier em 1958.

O termo "Brutalismo" tem algumas possíveis origens, contudo uma aceita é que venha da palavra francesa "brut", que significa "cru", e não está relacionado à violência, como poderia sugerir. Le Corbusier, com sua ênfase no concreto aparente, (ou bruto, cru. Em francês, “béton brut”) foi um dos pioneiros dessa estética. A icônica Unite d' Habitation de Marselha se destaca como primeira obra de grande escala do arquiteto franco-suiço e aglutinando todos os principais princípios modernista, em especial, os brutalistas, replicando-a por outras quatro vezes: Rezé (1955. Nantes, França), Berlim (1958. Alemanha), Meurthe-et-Moselle (1963. Nancy, França) e Firminy (1965. Loire, França).

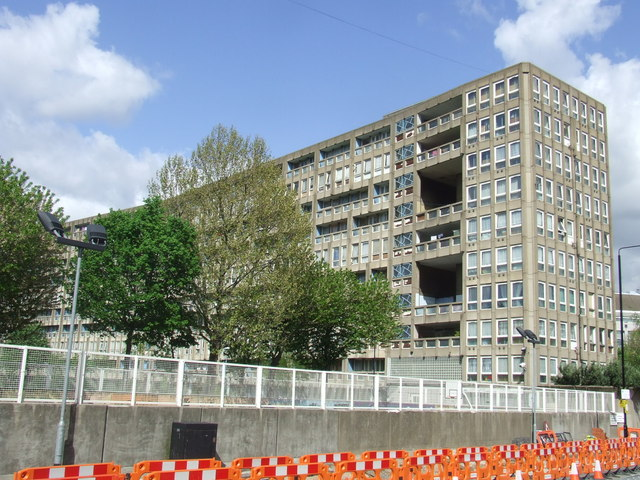
Robin Hood Gardens. Poplar, Londres, Reino Unido. Projetado por Alison and Peter Smithson na década de 60 e construído em 1972.

O movimento acabou se expandindo por diferentes países, com variações estilísticas e interpretações regionais. No Reino Unido, o trabalho dos arquitetos Alison e Peter Smithson em projetos como o Robin Hood Gardens se tornou referência do estilo. 
Apesar de ser inicialmente associado a uma arquitetura funcional e de interesse social, o Brutalismo gerou controvérsias, sendo criticado por sua estética impessoal e, por vezes, por seu impacto ambiental devido ao uso do concreto. Nos anos que se seguiram, muitos edifícios brutalistas foram demolidos ou reformados, nem sempre foram prestigiados pelo mercado consumidor.
Nas últimas décadas, houve um ressurgimento do interesse pelo movimento. As obras passaram a ser estudadas com maior zelo, o aparente desdém deu lugar a valorização, não apenas, da estética brutalista, mas dos sistemas construtivos e experimentações que trouxeram grande contribuição para o campo da arquitetura, urbanismo e construção civil. Hoje, o Brutalismo é visto como uma parte fundamental da história da arquitetura moderna, com muitos de seus projetos sendo reconhecidos pela sua importância arquitetônica e preservados como patrimônio cultural.

## A arquitetura da Escola Paulista

#### "Quanto ao partido:
a) preferência pela solução em monobloco, ou em volume único abrigando todas as atividades e funções do programa atendido;
b) na existência de mais de um volume, ou corpo, há uma evidente hierarquia entre aquele principal e os demais, claramente secundários e apensos ao primeiro; 
c) a relação com o entorno se dá claramente por contraste visual, realizando a integração com o sítio basicamente através da franqueza dos acessos; 
d) procura de horizontalidade na solução volumétrica do edifício. 

#### Quanto à composição:
e) preferência pela solução em “caixa portante” [Citrohan, Le Corbusier]; 
f) preferência pela solução em “planta genérica” [vãos completamente livres, Mies]; 
g) preferência pela solução de teto homogêneo em grelha uni ou bi-direcional [à maneira miesiana]; freqüentemente sobreposta de maneira independente sobre as estruturas inferiores; 
h) emprego freqüente de vazios verticais internos, muitas vezes associados a jogos de níveis/meiosníveis, em geral dispostos de maneira a valorizar visuais e percursos voltados para os espaços interiores comuns, cobertos, de uso indefinido; 
i) os espaços internos são freqüentemente organizados de maneira flexível, interconectada e não compartimentada; 
j) os elementos de circulação recebem grande destaque: se internos, definem zoneamento e usos, se externos, sua presença plástica é marcante; 
k) freqüente concentração horizontal e vertical das funções de serviço, em núcleos compactos que muitas vezes definem a distribuição e zoneamento funcional dos demais ambientes.

#### Quanto às elevações:
l) predominância dos cheios sobre os vazios nos paramentos, com poucas aberturas, ou com aberturas protegidas por balanços de extensões das lajes, inclusive de cobertura, com ou sem o auxílio de panos verticais pendurados [à maneira de lambrequins ou platibandas]; 
m) freqüente opção pela iluminação natural zenital complementar ou exclusiva, podendo-se considerar as coberturas como uma quinta fachada; 
n) inserção ou aposição de elementos complementares de caráter funcional-decorativo, como sheds, gárgulas, buzinotes, vigas-calha, canhões de luz, etc., realizados quase sempre em concreto aparente. 

#### Quanto ao sistema construtivo:
o) emprego quase exclusivo de estruturas de concreto armado, algumas vezes protendido, utilizando lajes nervuradas uni ou bidirecionais, pórticos rígidos ou articulados, pilares com desenho trabalhado analogamente às forças estáticas suportadas, opção por vãos livres e balanços amplos; 
p) emprego freqüente de fechamentos em concreto armado fundido in loco, eventualmente aproveitado também em paredes e divisórias internas; 
q) as estruturas em concreto são quase sempre realizadas in loco, embora freqüentemente o projeto preveja a possibilidade de sua pré-fabricação; 
r) emprego menos freqüente, mas bastante habitual, de fechamentos em alvenaria de tijolos e/ou de blocos de concreto deixados aparentes; em alguns casos, prescindindo da estrutura em concreto; 
s) os volumes anexos são geralmente realizados em estrutura independente, mesmo quando internos ou abrigados sob o corpo principal.  

#### Quanto às texturas e ambiência lumínica:
t) as superfícies em concreto armado ou em alvenaria de tijolos ou blocos de concreto são deixadas aparentes, valorizando a rugosidade de textura obtida por sua manufatura, algumas vezes recebendo proteção por pintura, algumas vezes colorida, que ocorre apenas pontual e discretamente, sendo quase sempre aplicadas diretamente sobre os materiais, sem prévio revestimento; 
u) as aberturas de iluminação natural laterais são quase sempre sombreadas por brises ou outros dispositivos, sendo freqüente a ausência de cor, ou predominância da cor natural do concreto, resultando numa iluminação natural fraca e difusa nas bordas, em contraste paradoxal com espaços centrais muitas vezes abundante e naturalmente iluminados graças a aberturas zenitais.  

#### Características simbólico-conceituais:
v) ênfase na austeridade e homogeneidade da solução arquitetônica obtidas por meio do uso de uma paleta bastante restrita de materiais; 
w) ênfase na construtividade da obra, no didatismo e clareza da solução estrutural; 
x) ênfase na noção de cada edifício enquanto protótipo potencial, ou ao menos em solução que busca ser cabal para se tornar exemplar e, no limite, repetível; 
y) ênfase na idéia de pré-fabricação como método ideal para a construção, apesar da rara possibilidade de sua realização efetiva;
z) ênfase no caráter experimental de cada exercício arquitetônico, tanto construtiva quanto programaticamente."
O princípios elencados aqui são retirados integramente da dissertação “A arquitetura da escola paulista brutalista 1953-1973”(p.33-34), da brilhante Ruth Verde Zein, arquiteta e urbanista pela FAU-USP, mestre e doutora em Teoria, Historia e Crítica de Arquitetura pelo PROPAR-UFRGS, e pós-doutora pela FAU-USP, orientada por Carlos Eduardo Dias Comas arquiteto na Universidade Federal do Rio Grande do Sul - UFRS, mestre em Planejamento Urbano e mestre em Arquitetura pela University of Pennsylvania e doutor em Projet Architectural et Urbain - pela Université de Paris VIII.
Para se aprofundar no tema, consulte o material indicado na fontes e acesse http://www.arquiteturabrutalista.com.br/ site do Grupo de Pesquisa em Arquitetura Moderna Brasileira e Paulista da FAU Mackenzie.

## Principais nomes
- Villanova Artigas
- Paulo Mendes da Rocha
- Lina Bo Bardi
- Ruy Ohtake
- Abrahão Sanovicz
- João Walter Toscano
- Marcello Fragelli
- Carlos Barjas Millan
- Pedro Paulo de Melo Saraiva
- Carlos Cascaldi
- Joaquim Guedes